# Mihai Bălașa
Mihai Alexandru Bălașa (n. 14 ianuarie 1995, Târgoviște, Dâmbovița, România) este un fotbalist român, care joacă pe post de fundaș la FCV Farul în SuperLiga României. Pe plan internațional, are prezențe la națională pentru România Sub-17, România Sub-19, România Sub-21 și România.

## Cariera de club

### Viitorul Constanța
Bălașa a debutat pentru Viitorul Constanța într-un meci de Liga I cu Gaz Metan Mediaș, pe data de 20 august 2012.

### AS Roma
În august 2014, Bălașa este transferat de către AS Roma de la Viitorul Constanța, unde întâlnește la secțiunea Primavera mai mulți români. Bălașa a făcut parte din lotul Romei la 2014 International Champions Cup, intrând la schimb în repriza secundă din meciul contra lui Inter Milano.

### FC Crotone
Pe data de 22 august 2014, Bălașa este împrumutat un sezon de către AS Roma la FC Crotone, în Serie B. A debutat la echipă peste o săptămână, pe 30 august 2014, în înfrângerea cu Ternana Calcio.
Pe 16 iulie 2016 Bălașa este împrumutat la Trapani pentru un sezon.

### FCSB
Bălașa s-a întors în România în ianuarie 2017, semnând un contract pe cinci ani cu FCSB.
Pe 2 august 2017 a marcat din lovitură liberă primul gol al meciului retur din turul al treilea preliminar al Ligii Campionilor cu Viktoria Plzeň, încheiat cu scorul de 4-1.

## Cariera internațională
Bălașa a reprezentat echipa națională de fotbal a României la aproape toate nivelurile de juniorat: under-17, 18, 19 și 21.
A fost convocat în premieră și la naționala mare în octombrie 2017 de noul selecționer Cosmin Contra; a debutat în meciul contra Danemarcei, terminat la egalitate 1–1.

## Viața personală
Tatăl lui Bălașa, Cristian, a fost și el fotbalist. A jucat pe postul de mijlocaș pentru Chindia Târgoviște, FC Argeș și Farul Constanța, pentru care a înscris 26 de goluri în 224 de meciuri de Divizia A.